# Đảng Dân chủ Xã hội Thụy Điển
Đảng Dân chủ Xã hội Thụy Điển, (tiếng Thụy Điển: Sveriges socialdemokratiska arbetareparti, SAP, theo nghĩa đen, "Đảng Lao động Dân chủ Xã hội Thụy Điển"), tham gia tranh cử với tên Arbetarepartiet-Socialdemokraterna (Đảng Lao động "- Dân chủ xã hội"), thường được gọi là đảng Dân chủ Xã hội (Socialdemokraterna); là đảng chính trị lâu đời nhất và lớn nhất ở Thụy Điển, được thành lập vào năm 1889.
Đây là chính đảng đã có nhiều thủ tướng nhất trong chính phủ Thuỵ Điển. Stefan Löfven là nhà lãnh đạo hiện tại cho các đảng. Đảng này đã thua trước Đảng Ôn hòa trong cuộc bầu cử năm 2006.

## Sách đọc thêm
- Andersson, Jenny (2006). Between growth and security: Swedish social democracy from a strong society to a third way. Manchester University Press.
- Johansson, Karl Magnus; Von Sydow, Göran (2011). Swedish social democracy and European integration: Enduring divisions. Routledge. {{Chú thích sách}}: Đã bỏ qua |work= (trợ giúp)
- Therborn, Göran & Kjellberg, Anders & Marklund, Staffan & Öhlund, Ulf (1978) "Sweden Before and After Social Democracy: A First Overview", Acta Sociologica 1978 - supplement, pp. 37 – 58.
- Therborn, Göran (1984) "The Coming of Swedish Social Democracy", in E. Collotti (ed.) Il movimiento operaio tra le due guerre, Milano: Annali della Fondazione Giangiacomo Feltrinelli 1983/84, pp. 527–593
- Östberg, Kjell (2012). Swedish Social Democracy After the Cold War: Whatever Happened to the Movement?. Athabasca University Press. {{Chú thích sách}}: Đã bỏ qua |work= (trợ giúp)